# 瀬戸第4橋

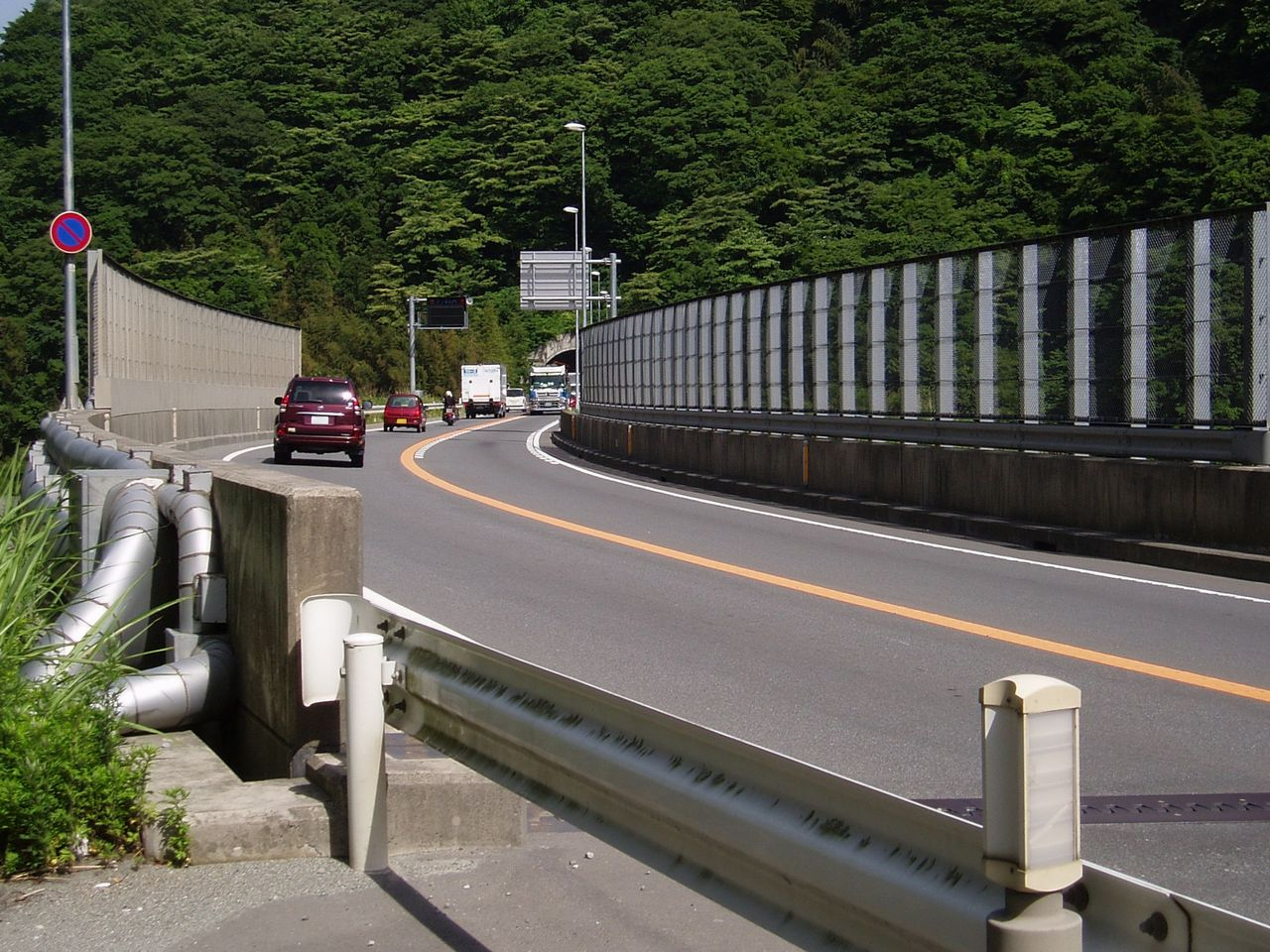
瀬戸第4橋

瀬戸第4橋（せとだいよんきょう）は、神奈川県足柄上郡山北町にある道路橋である。

## 歴史
- 1998年2月 - 竣工。

## 橋の概要
国道246号の山北町西部区間は、酒匂川沿いをあまり地形に逆らわずに通っていたが、そのため急カーブが多くなっていた上、道路幅にも余裕がなく、大型トレーラーなどのすれ違いは難しかった。交通量自体も多いため、渋滞や事故が発生することが多かった。この区間をショートカットするために山北バイパスが建設されることになったが、最後に開通することになった瀬戸地区に架けられた橋は、東京側から5橋続いているが、その中の1つが本橋である。
本橋の下は御殿場線が走っており、周辺にはJR東海御殿場線の谷峨駅がある。

### 諸元
- 種別 -
- 形式 - 鋼2径間連続箱桁橋
- 橋長 -
- 支間 -
- 線数 -
- 活荷重 -
- 施主 -
- 橋梁設計 -
- 橋桁製作 -
- 使用鋼材 - 耐候性鋼材（SMA570W・SMA490W・SMA400W）